# Bad Ditzenbach
Bad Ditzenbach là một xã ở huyện Göppingen ở bang Baden-Württemberg in southern thuộc nước Đức. Đô thị này có diện tích 25,46 km², dân số thời điểm 31 tháng 12 năm 2020 là 3731 người.